# Carlo Redolfi
Carlo Redolfi (Trieste, 29 marzo 1929) è un ex calciatore italiano, di ruolo difensore.

## Carriera
Ha giocato due stagioni in Serie A con la Triestina, prima di trasferirsi al Cagliari in Serie B, e da qui alla Carbosarda, in prestito, in Serie C.
Nel 1956 viene ceduto definitivamente al Tempio.